# Saison 8 de Flash
Chronologie
Saison 7 Saison 9
La huitième saison de Flash (The Flash), série télévisée américaine, est constituée de vingt épisodes et a été diffusée du 16 novembre 2021 au 29 juin 2022 sur The CW, aux États-Unis.

## Synopsis
Dans le premier arc narratif de la saison, une puissante menace extraterrestre arrive sur Terre en des circonstances mystérieuses et Barry, Iris et le reste de la Team Flash sont poussés à leurs limites dans une bataille désespérée pour sauver le monde. Mais avec le temps qui passe et le sort de l'humanité en jeu, Flash et ses compagnons devront également faire appel à de vieux amis pour que les forces du bien l'emportent.
Dans le deuxième arc narratif de la saison, une mystérieuse entité, nommée Deathstorm, née de la mort de Ronnie Raymond, sème le chaos à travers Central City. Barry, impuissant face à cette nouvelle menace, pourra toujours compter sur ses amis et sa famille pour l'aider, notamment sur Frost, qui semble être la seule personne capable de le vaincre.
Dans le troisième arc narratif de la saison, Meena Dhawan, une nouvelle héroïne supersonique, se révèle aux yeux de Flash, et devient son élève. Sur le chemin de son apprentissage, Barry, la guidant et l'entraînant du mieux qu'il le peut, rencontrera son compagnon et partenaire, qui se révèlera être Eobard Thawne. À bien des égards, cette étonnante nouvelle version de ce qui fut autrefois l'ennemi juré de Barry, ne semblera en aucun cas malveillant, et sera d'une grande aide pour la suite des évènements. Pendant ce temps-là, quelque chose se préparera dans l'ombre...

## Distribution

### Acteurs principaux
- Grant Gustin (VF : Alexandre Gillet) : Barry Allen / Flash
- Candice Patton (VF : Jessica Monceau) : Iris West-Allen
- Danielle Panabaker (VF : Marie Diot) : Dr Caitlin Snow / Frost
- Jesse L. Martin (VF : Frantz Confiac) : Joe West
- Danielle Nicolet (VF : Julie Dumas) : Cecile Horton
- Kayla Compton (VF : Nastassja Girard) : Allegra Garcia
- Brandon McKnight (VF : Mike Fédée) : Chester P. Runk

### Acteurs récurrents
- Carmen Moore (VF : Juliette Degenne) : le capitaine Kristen Kramer (6 épisodes)
- Tony Curran (VF : Cyrille Monge) : Despero (5 épisodes)
- Christian Magby (VF : Jean-Michel Vaubien) : Deon Owens / l'Inertie Pure (8 épisodes)
- Stephanie Izsak : officier Daisy Korber (9 épisodes)
- Jon Cor (VF : Jim Redler) : Mark Blaine / Chillblaine (9 épisodes)
- Natalie Dreyfuss (VF : Déborah Grall) : Sue Dearbon (6 épisodes - récurrence depuis la saison 6)
- Tom Cavanagh (VF : Serge Faliu) : Eobard Thawne / Reverse-Flash (7 épisodes)
- Kausar Mohammed : Meena Dhawan / Fast Track (3 épisodes)

### Invités
- Jessica Parker Kennedy (VF : Marie Giraudon) : Nora West-Allen / XS (4 épisodes)
- Jordan Fisher : Bart Allen / Impulse (3 épisodes)
- John Wesley Shipp (VF : Philippe Catoire) : Jay Garrick / Flash (1 épisode)
- Michelle Harrison (VF : Ivana Coppola) : la Vitesse Pure (3 épisodes)
- Rick Cosnett (VF : Axel Kiener) : Eddie Thawne (3 épisodes)
- Robbie Amell (VF : Anatole de Bodinat) : Ronnie Raymond / Deathstorm (3 épisodes)
- Matt Letscher : Eobard Thawne (2 épisodes)
- Susan Walters : Dr Carla Tannhauser (2 épisodes)
- Patrick Sabongui (en) (VF : Nessym Guetat) : David Singh (en) (épisode 16 - récurrence à travers les saisons)

## Liste des épisodes
1. Armageddon : Au commencement
2. Armageddon : Le Début de la fin
3. Armageddon : Protocole injustice
4. Armageddon : Deux Minutes pour agir !
5. Armageddon : Tous ensemble !
6. Fissures temporelles
7. Kramer contre Goldface
8. Méta-tueur en série
9. Chasse aux fantômes
10. L'Appât
11. Trop beau pour être vrai ?
12. Deathstorm arrive !
13. Sauver Caitlin
14. L'Hommage idéal
15. Piégés dans l'inertie pure
16. La Fontaine de jouvence
17. Le Gang des Arañas
18. Encore plus de vitesse !
19. Les Forces négatives
20. Retour à l'équilibre

### Épisode 1:Armageddon: Au commencement
- États-Unis : 16 novembre 2021 sur The CW[1]
- Canada : 18 novembre 2021 sur Netflix[réf. nécessaire]
- France : 16 mars 2023 sur SyFy[réf. nécessaire]
- Québec : 3 novembre 2022  sur Club Illico

- Tony Curan : Despero
- Brandon Routh : Ray Palmer / The Atom
- Lindy Booth : Vanya
- Agam Darshi : Mona Taylor/Reine
- Ryan Booth : Roi
- Eston Fung : Jake Fox/Vallet
- Megan Peta Hill : Wanda Wayland/Dix
- Rachel Drance : Taylor Brown
- Caitlin Diaz : Harriet-Z
- Shaun Omaid : Jared Haywood
- Meena Mann : Présentatrice
- Emily Schoen : Mécène #1
- William Fielding : Mécène #2
- Kimberley Mercado : Mécène #3
- Keyosha Waugh : Mécène #4
- Malcolm Masters : Garde #3

### Épisode 2:Armageddon: Le Début de la fin
- États-Unis : 23 novembre 2021 sur The CW
- Canada : 25 novembre 2021 sur Netflix
- France : 16 mars 2023 sur SyFy
- Québec : 3 novembre 2022 sur Club Illico

- Tony Curan : Despero
- Chyler Leigh : Alex Danvers/Sentinel
- Cress Williams : Jefferson Pierce/Black Lightning
- Jessica Hayles : Arielle Atkins
- Kandyse McClure : Xotar
- Paul Herbert : Directeur Hackshaw
- Josh Dohy : Homme au lit
- Paul Almeida : Officier #1

### Épisode 3:Armageddon: Protocole injustice
- États-Unis : 30 novembre 2021 sur The CW
- Canada : 1er décembre 2021 sur Netflix
- France : 23 mars 2023 sur Syfy
- Québec : 3 novembre 2022 sur Club Illico

- Tony Curan : Despero
- Chyler Leigh : Alex Danvers/Sentinel
- Cress Williams : Jefferson Pierce / Black Lightning
- Osric Chau : Ryan Choi
- Paul Herbert : Directeur Hackshaw
- Kalvin Olafson : Chef de la sécurité
- Ashley Rickards : Rosalind Dillon
- Christian Magby (VF : Jean-Michel Vaubien) : Deon Owens / l'Inertie Pure

### Épisode 4:Armageddon: Deux Minutes pour agir!
- États-Unis : 7 décembre 2021 sur The CW
- Canada : 9 décembre 2021 sur Netflix
- France : 23 mars 2023 sur SyFy
- Québec : 3 novembre 2022 sur Club Illico

- Tony Curan : Despero
- Chyler Leigh : Alex Danvers/Sentinel
- Javicia Leslie (en) : Ryan Wilder/Batwoman
- Osric Chau : Ryan Choi
- Andres Soto : Marcus

### Épisode 5:Armageddon: Tous ensemble!
- États-Unis : 14 décembre 2021 sur The CW
- Canada : 16 décembre 2021 sur Netflix
- France : 30 mars 2023 sur SyFy
- Québec : 3 novembre 2022 sur Club Illico

- Tony Curan : Despero
- Courtney Ford : Nora Darhk
- Katherine McNamara : Mia Smoak / Green Arrow

### Épisode 6:Fissures temporelles
- États-Unis : 9 mars 2022 sur The CW
- France : 30 mars 2023 sur SyFy[réf. nécessaire]
- Québec : 3 novembre 2022 sur Club Illico

- Piper Curda : Avery
- Eduard Witzke : Sterling Brooks
- Agam Darshi : Mona Taylor/Reine
- Ryan Booth : Roi
- Eston Fung : Jake Fox/Vallet
- Megan Peta Hill : Wanda Wayland/Dix
- Finn Michael : Hankshaw
- Leanne Buchanan : Otage #2
- Anni Ramsay : Couple #2

### Épisode 7:Kramer contre Goldface
- États-Unis : 16 mars 2022 sur The CW
- France : 6 avril 2023 sur SyFy[réf. nécessaire]
- Québec : 3 novembre 2022 sur Club Illico

- Jag Bal : Stan Mullen
- Damion Poitier : Goldface
- Eduard Witzke : Sterling Brooks
- Andres Soto : Marcus
- Anthony Joseph (III) : Carver
- Romeo Reyes : un voleur de voiture
- Derrick de Villiers : un bandit
- Drew G. Siccard : un joggeur

### Épisode 8:Méta-tueur en série
- États-Unis : 23 mars 2022 sur The CW
- France : 6 avril 2023 sur SyFy[réf. nécessaire]
- Québec : 3 novembre 2022 sur Club Illico

- Max Adler : Jaco Birch / Pyro
- Nicholas Elia : Harold Birch
- Jag Bal : Stan Mullen
- Malaika Jackson : Dr Rene Carpenter
- Rachel Drance : Taylor Brown
- Lauren Jackson : Donna Winters
- Kaitlyn Santa Juana : Lydia Sanchez
- Tavia Cervi : Rose Levin

### Épisode 9:Chasse aux fantômes
- États-Unis : 30 mars 2022 sur The CW
- France : 13 avril 2023 sur SyFy[réf. nécessaire]
- Québec : 3 novembre 2022 sur Club Illico

- Milton Barnes (III) : Quincy Runk
- Mika Abdalla : Tinya Wazzo
- Carla Mah : Barista

### Épisode 10:L'Appât
- États-Unis : 6 avril 2022 sur The CW
- France : 13 avril 2023 sur SyFy[réf. nécessaire]
- Québec : 3 novembre 2022 sur Club Illico

- Meghan Gardiner : Renee Wazzo
- Mika Abdalla : Tinya Wazzo
- Emmie Nagata : Dr Kimiyo Hoshi / Dr Light
- Amanda Khan : Jude Washington

### Épisode 11:Trop beau pour être vrai?
- États-Unis : 13 avril 2022 sur The CW
- France : 20 avril 2023 sur SyFy[réf. nécessaire]
- Québec : 3 novembre 2022 sur Club Illico

- Mika Abdalla : Tinya Wazzo
- Andres Soto : Marcus
- Elyse Maloway : Campeuse
- Alex Stines : Campeur

### Épisode 12:Deathstorm arrive!
- États-Unis : 27 avril 2022 sur The CW
- France : 20 avril 2023 sur SyFy[réf. nécessaire]
- Québec : 3 novembre 2022 sur Club Illico

- Alexa Barajas : Esperanza Garcia/Ultraviolet
- Dominique Robinson : Officier Matlin
- Yvonne Angeles : Officier Martinez
- Tyrone Grant : Officier #2
- Patrick Keating : Vieil homme

### Épisode 13:Sauver Caitlin
- États-Unis : 4 mai 2022 sur The CW
- France : 27 avril 2023 sur SyFy[réf. nécessaire]
- Québec : 3 novembre 2022 sur Club Illico

- Alexa Barajas : Esperanza Garcia/Ultraviolet
- Victor Young : Présentateur

### Épisode 14:L'Hommage idéal
- États-Unis : 11 mai 2022 sur The CW
- France : 27 avril 2023 sur SyFy[réf. nécessaire]
- Québec : 3 novembre 2022 sur Club Illico

- Shayan Bayat : Aariz
- Behtash Fazlali : Jamal
- Debbie Podowski : Procureur Strong
- Rachel Drance : Taylor Brown
- Karin Dubois : Manon
- Tedesky Mejia Jimenez : Joselito
- Alexander Moonie : Marco
- Sarah Surh : Kamiko
- Taylor Thodos : Ex-détenu

### Épisode 15:Piégés dans l'inertie pure
- États-Unis : 18 mai 2022 sur The CW
- France : 4 mai 2023 sur SyFy[réf. nécessaire]
- Québec : 3 novembre 2022 sur Club Illico

- Meghan Gardiner : Renee Wazzo
- Mika Abdalla : Tinya Wazzo
- Rachel Drance : Taylor Brown

### Épisode 16:La Fontaine de jouvence
- États-Unis : 25 mai 2022 sur The CW
- France : 4 mai 2023 sur SyFy[réf. nécessaire]
- Québec : 3 novembre 2022 sur Club Illico

- Jeff Meadows : Pyotr Orloff
- Douglas Armstrong : Officier #1
- Coulton Jackson : Officier #2
- Curtis Braconnier : Voleur de bijoux
- Beau Daniels : Elderly Orloff
- Derrick de Villiers : L'homme louche de Jitters
- Alexander Moonie : Marco
- Maggie Sullivun : Vieille femme

### Épisode 17:Le Gang des Arañas
- États-Unis : 8 juin 2022 sur The CW
- France : 11 mai 2023 sur SyFy[réf. nécessaire]
- Québec : 3 novembre 2022 sur Club Illico

- Kausar Mohammed : Dr Meena Dhawan
- Shayan Bayat : Aariz
- Lindy Booth : Vanya
- Emmie Nagata : Dr Kimiyo Hoshi / Dr Light
- Natalie Sharp : Millie Rawlins/Sunshine
- Kaitlyn Santa Juana : Lydia Sanchez
- Bobo Le : Andi
- Daylin Willis : l'employé d'Ivo

### Épisode 18:Encore plus de vitesse!
- États-Unis : 15 juin 2022 sur The CW
- France : 11 mai 2023 sur SyFy[réf. nécessaire]
- Québec : 3 novembre 2022 sur Club Illico

- Kausar Mohammed : Dr Meena Dhawan
- David Ramsey : John Diggle
- Brandon Routh : Ray Palmer/The Atom
- Jessica Barrera : Jeune femme
- Chris Cound : Bandit
- Daniel Letto : Caissier de la banque
- Mariela Zapata : Caissière de la banque
- Ryan Pugsley : Braqueur #1
- Dan Ginnane : Braqueur #2
- Barbara Patrick : Braqueur #3

### Épisode 19:Les Forces négatives
- États-Unis : 22 juin 2022 sur The CW
- France : 18 mai 2023 sur SyFy[réf. nécessaire]
- Québec : 3 novembre 2022 sur Club Illico

- Kausar Mohammed : Dr Meena Dhawan
- Agam Darshi : Mona Taylor/Reine
- Ennis Esmer : Psych
- Ashley Rickards : Rosalind Dillon/Top

### Épisode 20:Retour à l'équilibre
- États-Unis : 29 juin 2022 sur The CW
- France : 18 mai 2023 sur SyFy[réf. nécessaire]
- Québec : 3 novembre 2022 sur Club Illico

- Kausar Mohammed : Dr. Meena Dhawan
- Agam Darshi : Mona Taylor / Reine
- Ennis Esmer : Psych
- Ashley Rickards : Rosalind Dillon / Top
- Meghan Gardiner : Renee Wazzo
- Mika Abdalla : Tinya Wazzo
- Jessica Hayles : Arielle Atkins
- Neal McDonough : Damien Darhk